# Att bekräfta konsekventen
Att bekräfta konsekventen är ett formellt felslut, ett typ av argumentationsfel, som där det påstås att eftersom konsekventen stämmer, så gör också antecedenten det. Felslutet har formen: Om A, så B. B är fallet, därav A. Det kan också formuleras som:
{\displaystyle A\rightarrow B} (A implicerar B)
{\displaystyle \therefore B\rightarrow A} (således, B implicerar A)
Exempelvis kan det vara sant att om en person får en punktering på sin cykel så blir den sen. Det går däremot inte att härleda att endast för att någon är sen så har den en punktering på sin cykel. Därför att det kan finnas andra anledningar till varför den blivit sen, till exempel kan personen kan ha glömt bort tiden eller så kan den ha missat sin buss. Med andra ord: konsekventen (att bli sen) kan ha andra antecedenter (glömma bort tiden, missa bussen) och kan alltså stämma även om den avgivna antecedenten inte gör det.
Ett relaterat felslut är att förneka antecedenten.